# Country Favorites – Willie Nelson Style
Country Favorites-Willie Nelson Style – wydany w roku 1966 album amerykańskiego muzyka country Williego Nelsona. Płyta została nagrana przy współpracy z zespołem piosenkarza Ernesta Tubba, grupą Texas Troubadours, ze skrzypkiem/piosenkarzem Wade’em Rayem, a także z muzykami Jimmym Wilkersonem i Hargusem "Pig" Robbinsem.

## Spis utworów
| 1.  | "Columbus Stockade Blues" (tradycyjna)                                      | 1:58  |
|     |                                                                             |       |
| 2.  | "Seasons of My Heart" (George Jones, Darrell Edwards)                       | 2:44  |
|     |                                                                             |       |
| 3.  | "I'd Trade All of My Tomorrows (For Just One Yesterday)" (Jenny Lou Carson) | 2:24  |
|     |                                                                             |       |
| 4.  | "My Window Faces the South" (Mitchell Parish, Abner Silver)                 | 1:42  |
|     |                                                                             |       |
| 5.  | "Go on Home" (Hank Cochran)                                                 | 2:14  |
|     |                                                                             |       |
| 6.  | "Fraulein" (Lawton Williams)                                                | 2:56  |
|     |                                                                             |       |
| 7.  | "San Antonio Rose" (Bob Wills)                                              | 2:07  |
|     |                                                                             |       |
| 8.  | "I Love You Because" (Leon Payne)                                           | 2:58  |
|     |                                                                             |       |
| 9.  | "Don't You Ever Get Tired (Of Hurting Me)" (Hank Cochran)                   | 3:00  |
|     |                                                                             |       |
| 10. | "Home in San Antone" (Fred Rose)                                            | 1:40  |
|     |                                                                             |       |
| 11. | "Heartaches by the Number" (Harlan Howard)                                  | 2:19  |
|     |                                                                             |       |
| 12. | "Making Believe" (Jimmy Work)                                               | 2:53  |
|     |                                                                             |       |
|     |                                                                             | 28:55 |
|     |                                                                             |       |